# Jacques de Metz
 (septembre 2021).
Jacques de Metz (en latin Jacobus Mettensis) est un théologien dominicain actif vers 1300.

## Éléments biographiques et œuvre
On ne connaît presque rien de sa vie. Des textes contemporains, on peut déduire qu'il a donné, sans doute à Paris, au moins deux séries de conférences sur les Sentences de Pierre Lombard, l'une peut-être en 1300-1301, et l'autre en 1302-1303. Ces Quæstiones in Sententias, conservées en douze manuscrits, sont le seul ouvrage de lui parvenu jusqu'à nous. Bien que n'étant pas un anti-thomiste doctrinaire, il s'écarte sur plusieurs points de la doctrine de Thomas d'Aquin. Il a été influencé par Henri de Gand et Pierre d'Auvergne, et il est proche à certains égard de Guillaume Durand de Saint-Pourçain. Hervé Nédellec est l'auteur d'un court traité qui est une réponse à Jacques de Metz d'un point de vue thomiste, Correctorium fr. Jacobi Mettensis.